# Afrocrania kakamegaensis
Afrocrania kakamegaensis là một loài bọ cánh cứng trong họ Chrysomelidae. Loài này được Middelhauve & Wagner miêu tả khoa học năm 2001.